# 김민규 (음악인)
김민규(1971년 11월 29일 ~ )는 대한민국의 모던 록/포크 음악가이다.
1997년 윤준호, 최재혁과 함께 록 밴드 델리 스파이스를 결성하여 활동하고 있다. 1998년부터 솔로 프로젝트 스위트피(영어: Sweatpea)로도 활동하고 있다. 음반 제작사 문라이즈를 설립해 제작자로서 전자양, 재주소년, 하키 등의 음반을 제작했다.
애니메이션에도 관심을 가지고 있어 2005년 3월 교육방송 공중파 채널의 프로그램 《애니토피아》에서 애니메이션 음악을 소개하는 꼭지를 맡아 진행하기도 했다.
2017년 2월, 《그걸로 됐어》라는 LP를 끝으로 스위트피 활동을 종료하겠다고 밝혔다.

## 디스코그라피

### EP
- 1999년 11월. 스위트피, 《달에서의 9년》

### 정규 앨범
- 2000년 9월, 스위트피, 《결코 끝나지 않을 이야기들》

※ 초회한정으로 《문라이즈 컴필레이션 1》을 포함해 발매했다.
- 2004년 4월. 스위트피, 《하늘에 피는 꽃》

※ 초회한정으로 《달에서의 9년》 EP를 포함해 발매했다.
- 2007년 12월, 스위트피, 《거절하지 못할 제안》

### LP
- 2017 2월, 스위트피 《그걸로 됐어》

### 영화음악
- 《후 아 유》 O.S.T - 챠우챠우
- 2006년 3월, 《청춘만화》

## 그 외 참여곡

### 컴필레이션
- 2000년 9월, 《문라이즈 컴필레이션 1》

5. 납 메아리 - 스위트피
※ 스위트피의 첫 번째 정규앨범 《결코 끝나지 않을 이야기들》 초회판에 포함된 샘플시디의 수록곡.
- 2001년, 《문라이즈 컴필레이션 2》(MOONRISE 4)

1. 강릉에서 - 스위트피
※ 마이앤트메리의 보컬리스트이자 기타리스트인 정순용의 솔로프로젝트 토마스 쿡의 앨범 《Time Table》에 포함됨(2005년의 재발매판에는 컴필레이션 시디가 포함되어있지 않다).

### 피처링
- 2001년. 토마스 쿡, 《Thomas Cook》

3. 새로운 아침 feat. Sweatpea
- 2003년 11월. 재주소년, 《재주소년(才洲少年)》

9. 섬 feat. Sweatpea
- 2005년 10월. 재주소년, 《Peace》

1. Love&
※ 전자양과 재주소년, 스위트피의 즉흥 합주곡

## 트리비아
- 밴드 플라스틱 피플의 기타리스트이자 보컬인 김민규와 동명이인이다.
- EP 《달에서의 9년》은 음반 쇼핑몰의 경매에서 17만 5천원에 낙찰되기도 했다.[2]